# Barragem

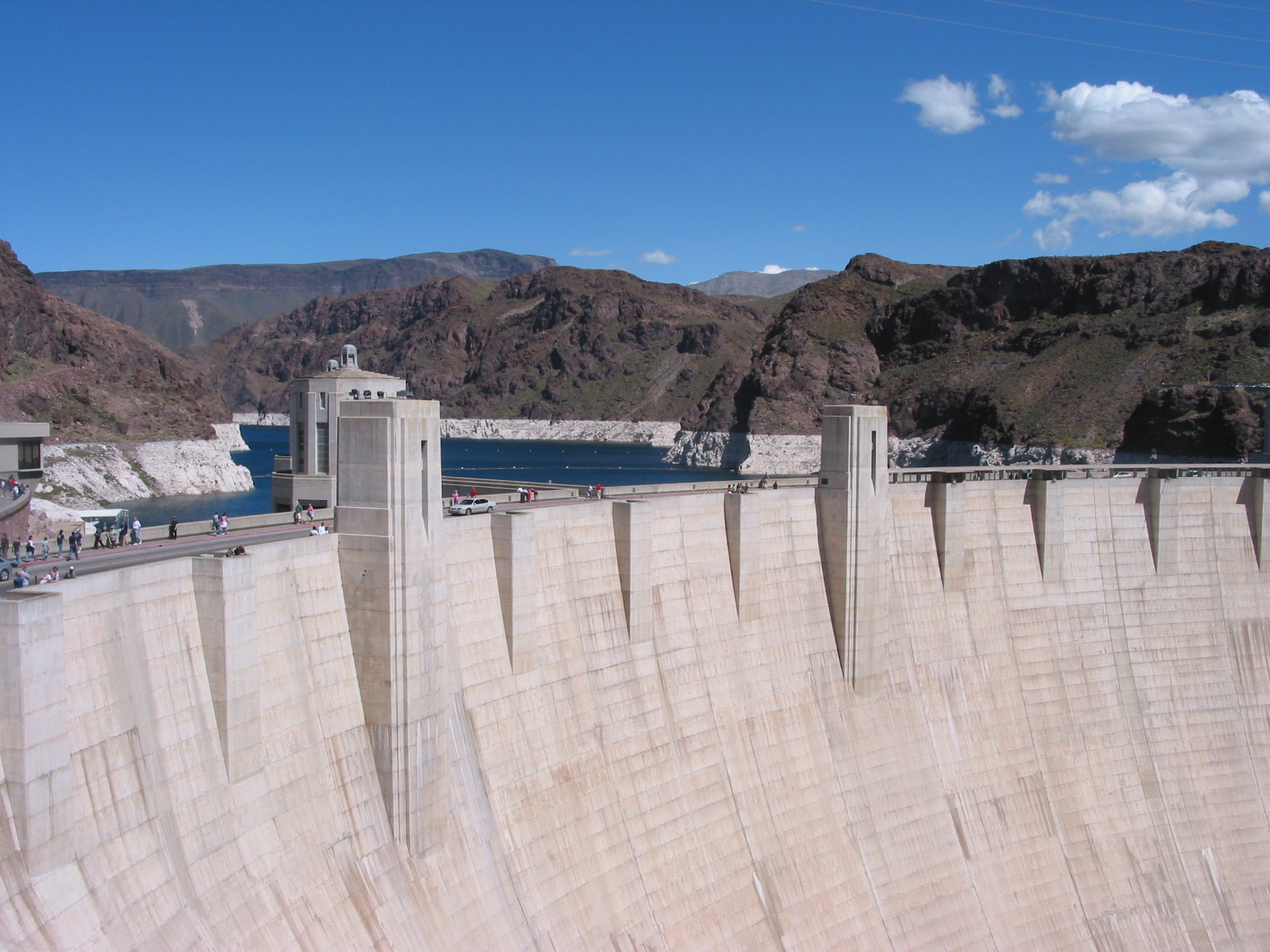
Represa Hoover, no rio Colorado, Estados Unidos.

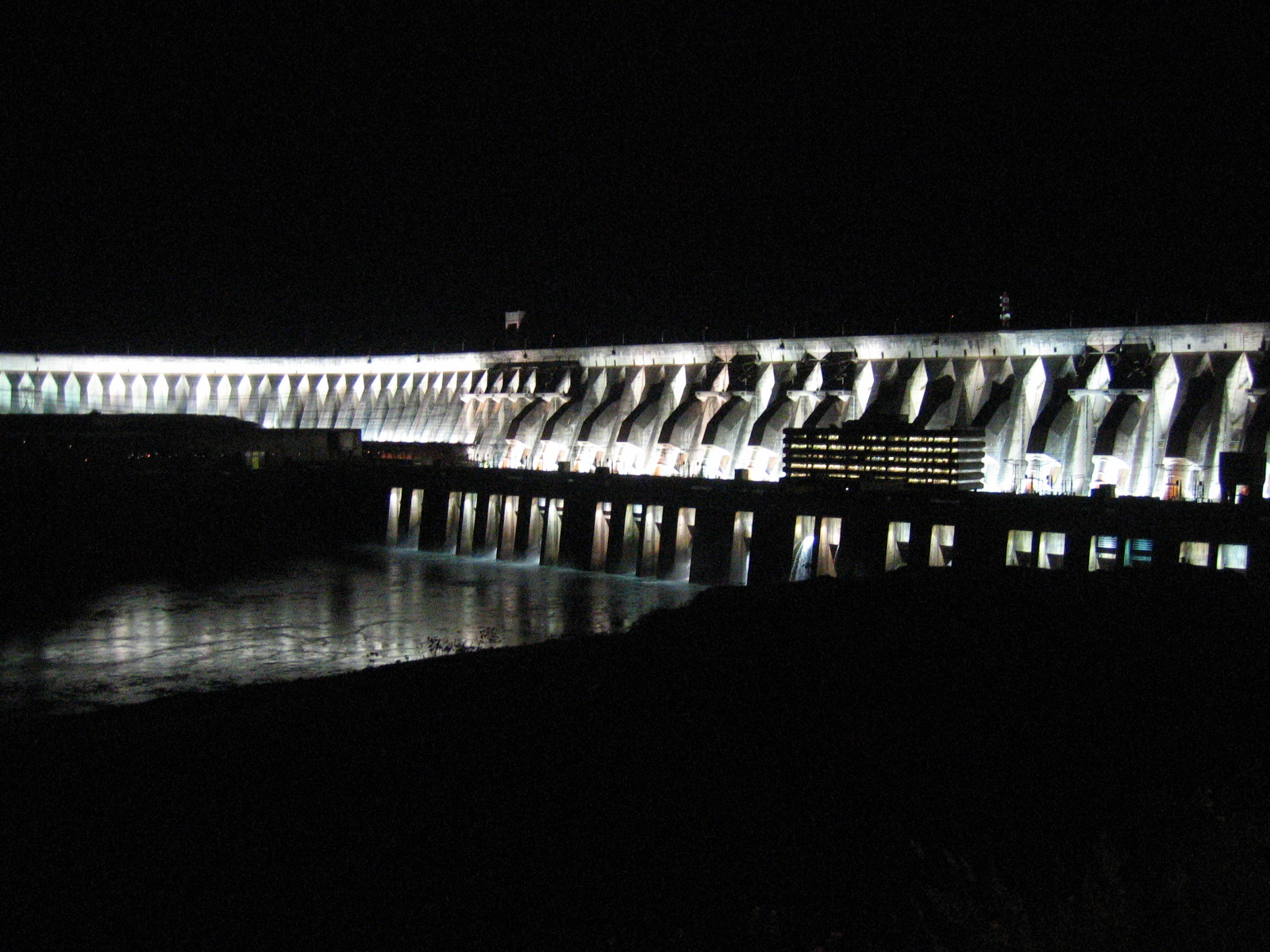
Represa de Itaipu, no Paraná, Brasil.

Uma barragem, represa ou açude é uma barreira artificial, feita em cursos de água para a retenção de grandes quantidades de água; o corpo de água resultante é um lago artificial, o qual também costuma receber as mesmas denominações. A sua utilização é sobretudo para o abastecimento de água de zonas residenciais, agrícolas, industriais, produção de energia elétrica (energia hidráulica), ou regularização de um caudal.

## História
As barragens foram, desde o início da civilização, fundamentais ao desenvolvimento da espécie humana. A sua construção visava sobretudo a combater a escassez de água no período seco de forma mais ou menos empírica. Em nível mundial, algumas das barragens mais antigas de que há conhecimento situavam-se, por exemplo, no Egito, Médio Oriente e Índia.
A primeira barragem de relativo grande porte que se tem conhecimento é a da represa de Sadd-al-Kafara, no Egito. Ela foi operada por volta de 2 500 a.C. e teve 15 anos para sua construção). Segundo o historiador Heródoto, essa barragem se deve a Menes, unificador dos reinos do alto e baixo Nilo. Sua finalidade era proteger Mênfis das inundações de alguns afluentes (“wadis”) do rio Nilo.
Na Índia, apareceram barragens de aterro de perfil homogêneo com descarregadores de cheias para evitar acidentes provocados pelo galgamento das barragens. Com a Revolução Industrial, houve a necessidade de se construir um crescente número de barragens, o que permitiu o progressivo aperfeiçoamento das técnicas de projeto e construção. Apareceram, então, as primeiras barragens de aterro modernas, assim como as barragens de betão.

## Impactos socioambientais
Na construção de represas, dispõem-se de efeitos positivos e negativos, sendo descritos:
- A privação de nutrientes nas várzeas, porque não tem mais o fluxo de sedimento após a barragem;
- Aumento do desenvolvimento agrícola nas proximidades da represa;
- Criação de barreiras artificiais para peixes migratórios, dificultando o cruzamento e aumentando a possibilidade de consanguinidade;
- O desenvolvimento de plantas invasoras, como os aguapés;
- Possibilidade de construção de usinas hidroelétricas, que produzem energia renovável.[3]

## Elementos da barragem e órgãos hidráulicos
Os elementos da barragem e órgãos hidráulicos são os seguintes:

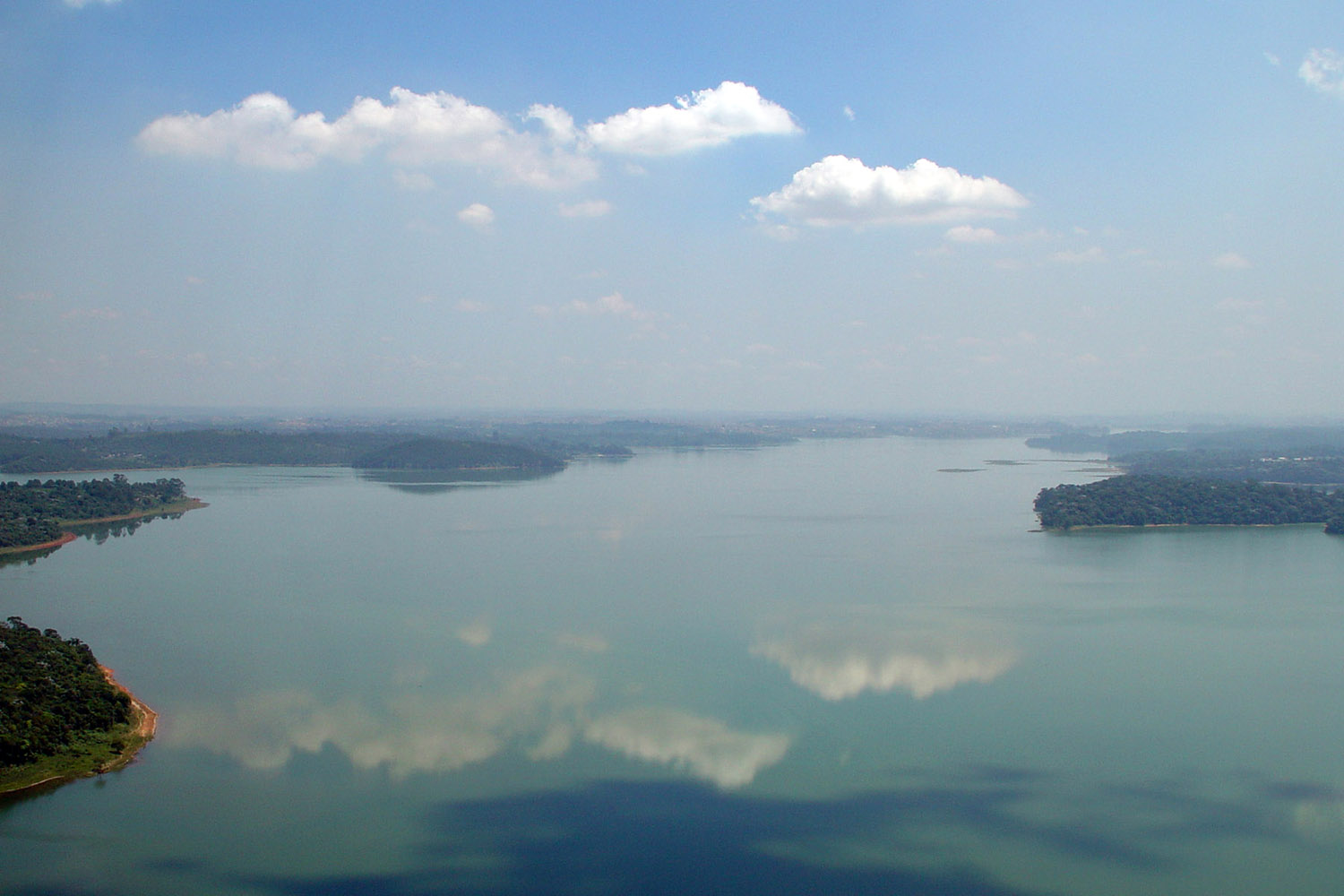
Represa Billings, na região sul da Grande São Paulo, São Paulo, Brasil.

- Paramentos ou Barramentos — as superfícies mais ou menos verticais que limitam o corpo da barragem: o paramento de montante, em contacto com a água, e o paramento de jusante.
- Coroamento — a superfície que delimita superiormente o corpo da barragem.
- Encontros — as superfícies laterais de contacto com as margens do rio.
- Fundação — a superfície inferior de contacto com o fundo do rio.
- Descarregador de cheia ou Vertedouro — o órgão hidráulico para descarga da água em excesso na albufeira em período de cheia, em caso de atingir a cota máxima do reservatório
- Tomadas de água — os órgãos hidráulicos de extração de água da albufeira para utilização.
- Descarregador de fundo — o órgão hidráulico para esvaziamento da albufeira ou manutenção do caudal ecológico a jusante da barragem.
- Eclusas ou Comportas — órgão hidráulico que regula a entrada e saída de água entre a montante e a jusante da barragem e permite à navegação fluvial vencer o desnível imposto pela barragem.
- Escada de peixes — órgão hidráulico que permite aos peixes vencer o desnível imposto pela barragem.

## Tipos de barragem

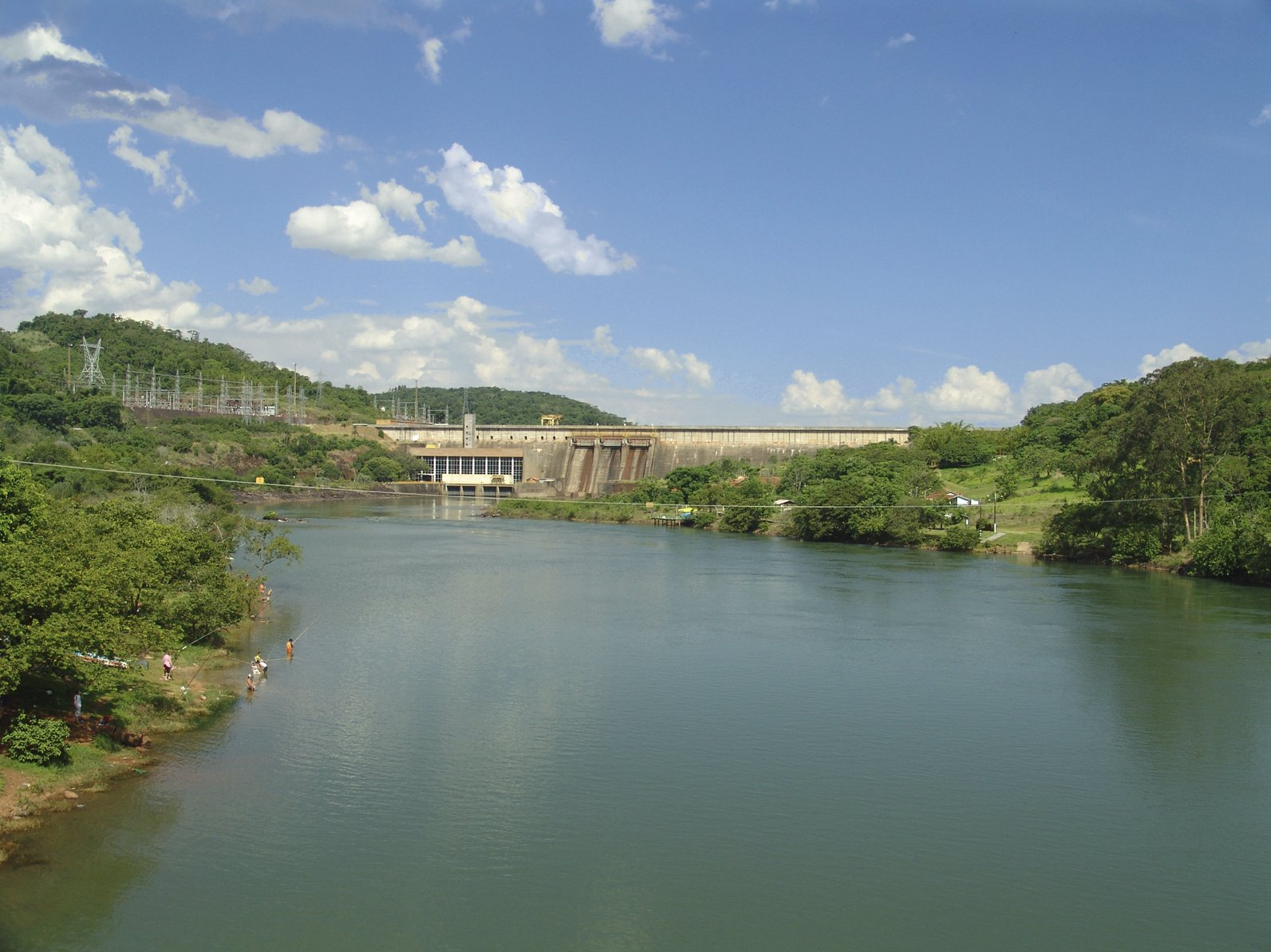
Barragem de Jurumirim—Cerqueira César / Piraju.

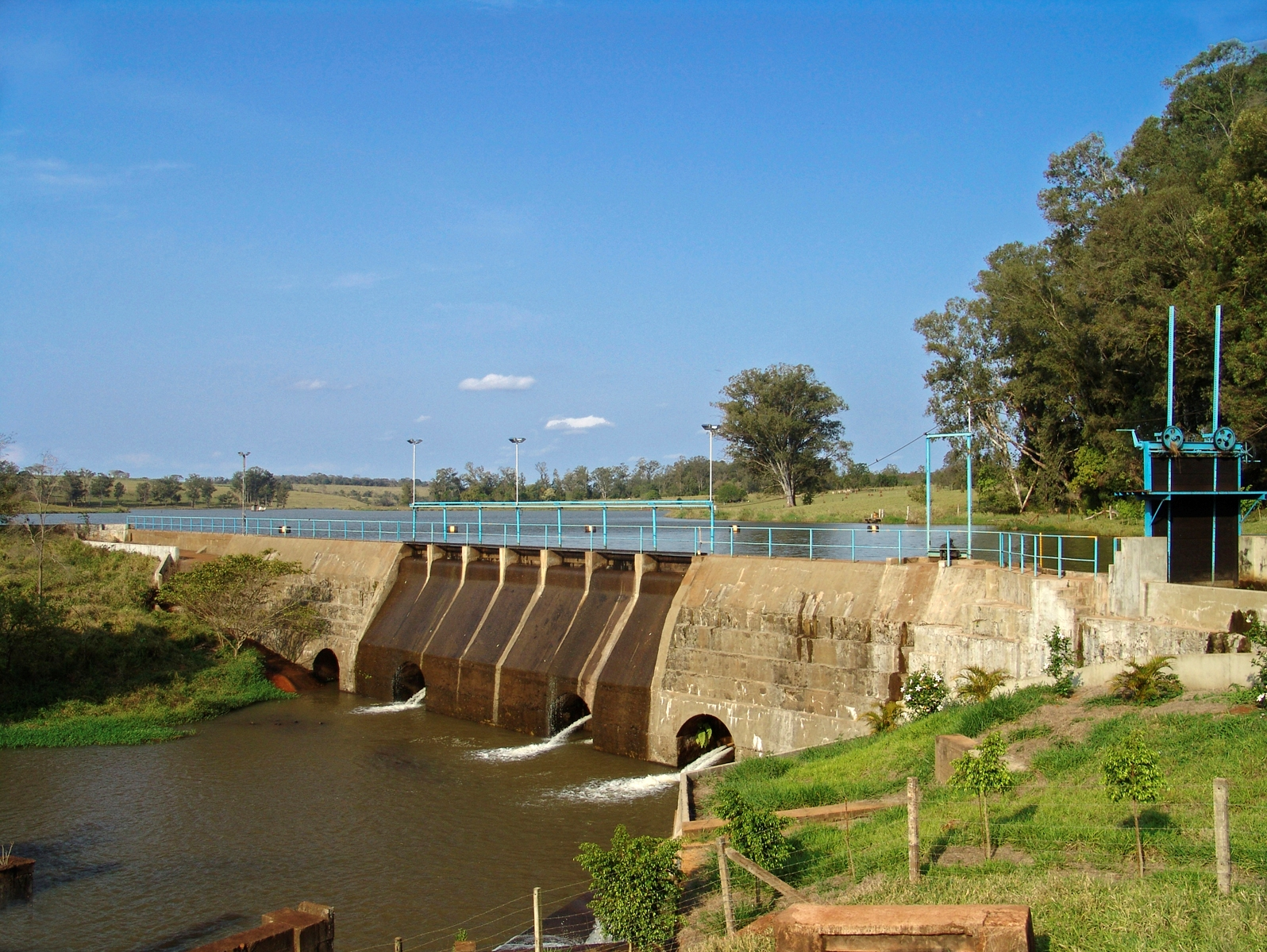
Barragem da UHE Rio Novo, Avaré.

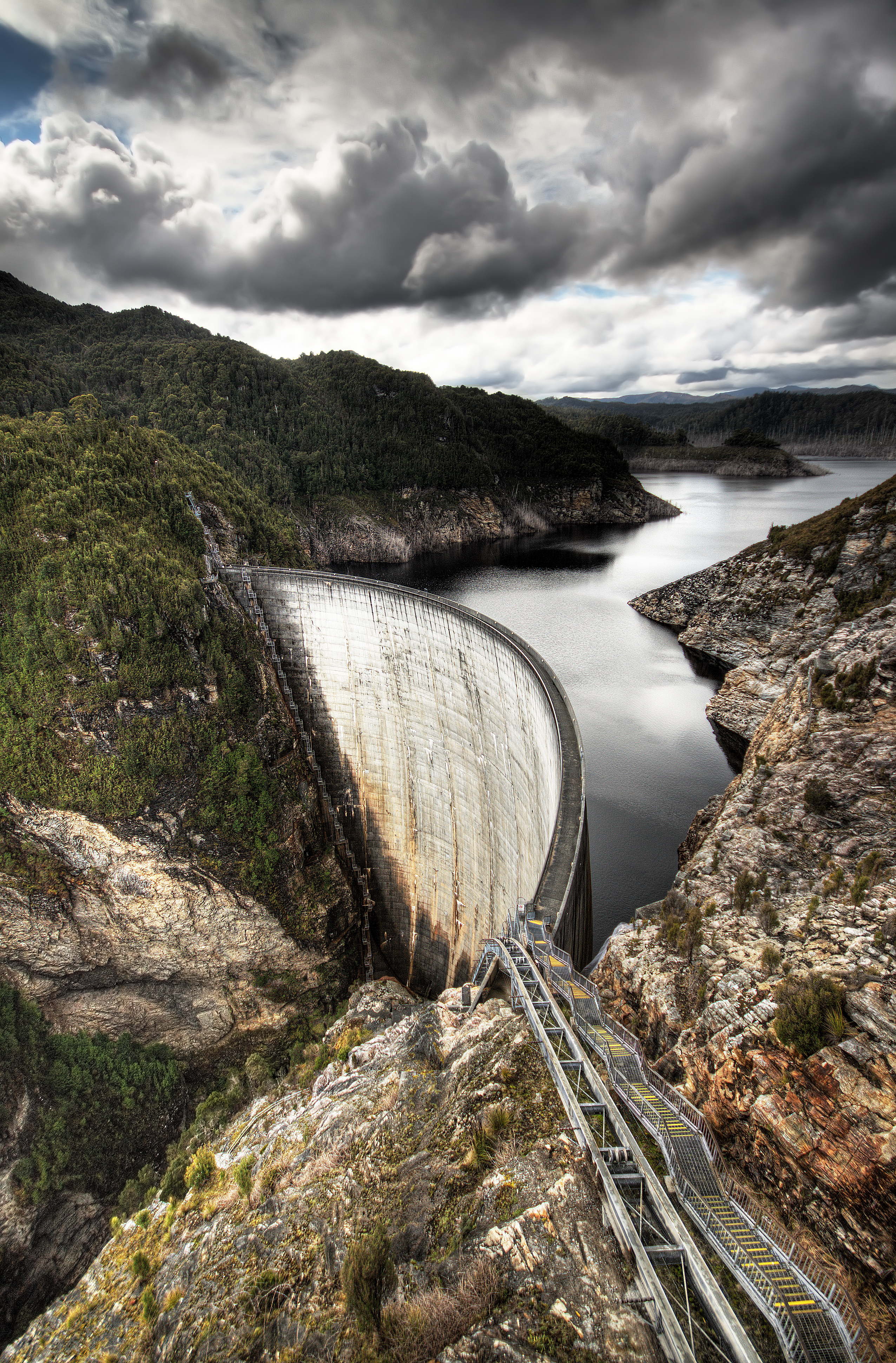
Barragem do rio Gordon, Southwest National Park, Tasmânia, Austrália, um exemplo de barragem em arco.

As barragens são feitas de forma a acumularem o máximo de água possível, tanto através da chuva como também pela captação da água caudal do rio existente. Faz-se a barragem unindo as duas margens aprisionando a água na albufeira (represa artificial das águas correntes ou pluviais, para irrigação). As barragens são muito importantes para o mundo moderno, pois são elas que permitem que haja água potável canalizada nas grande metrópoles mundiais. Contudo, toda a zona onde a barragem e a sua albufeira se encontram e também a área circundante, nomeadamente a jusante, por onde o rio passava, é afectada. É por esse facto que antes de se construir uma barragem é necessário fazer estudos de impacto ambiental. Dessa forma, a barragem deixa passar um caudal ecológico que tem como função preservar os ecossistemas já existentes no rio e respectivas margens.
A construção de uma barragem tem sempre de passar por quatro etapas fundamentais: o projecto, a construção, a exploração e a observação. No projecto é determinado, após estudos no local e estudos relativos à rentabilidade da barragem, o tipo de barragem a construir. Desta forma, podemos dividi-las em dois grupos essenciais relativamente ao material de que são constituídas:

### Barragem de betão
As barragens de betão feitas em vales apertados pois a resistência do betão tem algumas limitações relativamente ao comprimento da barragem. Apesar de muito resistentes, estas barragens são também muito vulneráveis a certos tipos de situações. Se houver algum erro de projecção e a barragem fender pode ter consequências catastróficas. Já numa situação de galgamento pela água da albufeira não é tão prejudicial. Podemos definir dois tipos de barragem de betão tendo a forma como são construídas.
- Barragem de gravidade: nesse tipo de construção a força que mantém a barragem em vigor contra o impulso da água é a gravidade da Terra.[5]
- Barragem em arco: são construídas em vales mais apertados, podendo desta forma a altura ser maior que a largura. A primeiro barragem desse tipo foi construído pelos romanos na França em meados do século I a.C.[6][7][8]

### Barragem de aterro
Uma barragem de aterro é, como o próprio nome indica, um aterro, ou seja, é uma barreira de terra e/ou rocha que funciona de modo a reter a água. Ao contrário de uma barragem de betão, uma barragem de aterro não suporta bem o galgamento pela água e pode mesmo ter efeitos catastróficos. Já no caso de fendilhação, a barragem de aterro fica mais estável que uma de betão.
Podemos definir três grandes grupos de barragens de aterro tendo em conta o material de que são feitas:
- Barragem de terra
- Barragem de enrocamento
- Barragem de terra-enrocamento

## Utilizações
| Função               | Descrição | Exemplo                                                                                      |
| -------------------- | --- | -------------------------------------------------------------------------------------------- |
| Produção de energia  | A energia hidroeléctrica é uma das energias renováveis de maior importância a nível mundial; Em muitos países a força da água dos rios é aproveitada através de barragens.                                                                                 | Central Hidroeléctrica de Itaipu, Brasil/Paraguai Sistema Eletroprodutor do Tâmega, Portugal |
| Abastecimento        | As grandes áreas urbanas e industriais têm grandes necessidades de água, nessa medida existem grandes barragens de armazenamento de água para satisfazer as populações.                                                                                    | Barragem de Castelo de Bode, Portugal (abastece a Área Metropolitana de Lisboa)              |
| Rega                 | À semelhança das barragens que servem para o abastecimento de grandes áreas urbanas, também existem barragens para abastecer as áreas rurais, não com a função de satisfazer as necessidades das populações, mas sim para a rega dos campos agrícolas      | Barragem de Alqueva, Portugal                                                                |
| Defesa contra cheias | Para controlar a água de grandes chuvadas, existem algumas barragens destinadas a proteger os territórios a jusante das mesmas. | Barragem da Aguieira, Portugal                                                               |
| Recreio              | Não há grandes barragens que tenham sido erguidas exclusivamente para este fim; a construção de uma barragem pode, porém, fomentar actividades ligadas ao recreio/lazer, tais como a prática de desportos náuticos ou a construção de unidades hoteleiras. | Barragem de Castelo de Bode, Portugal                                                        |
| Rejeitados           | Para retenção de rejeitados mineiros, que podem ou não conter materiais perigosos que contaminam o ambiente e os solos. | Barragem de Rejeitados (Pirites Alentejanas), Portugal                                       |

Os diques são um tipo especial de barragem servindo para a conquista de terra a áreas anteriormente alagáveis, permitindo assim a ocupação humana, nomeadamente para a agricultura (exemplo:Afsluitdijk, Países Baixos).

## Exemplos de barragens

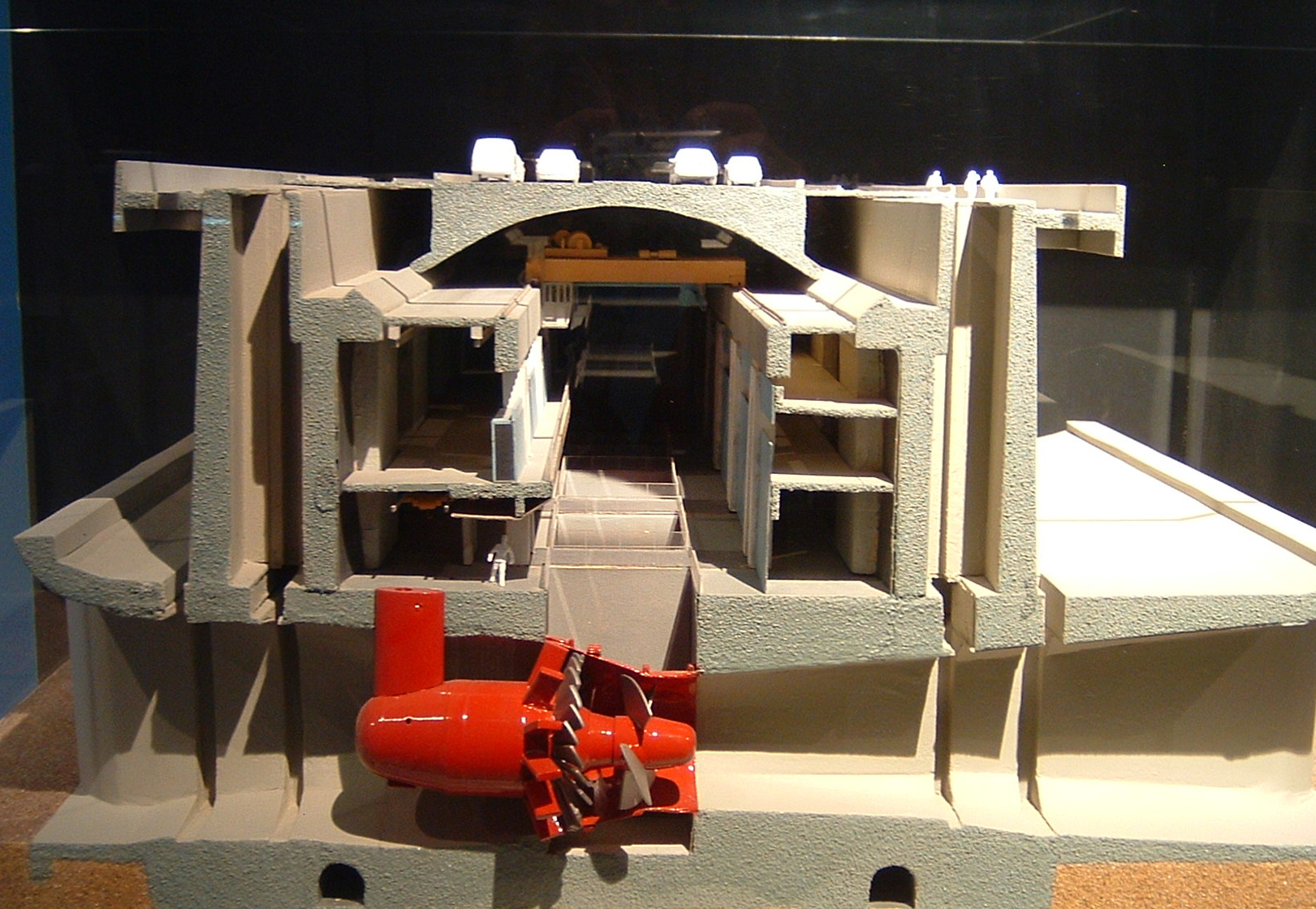
Maquete representativa da aplicação de uma turbina de bulbo de um só sentido, numa usina geradora de energia maremotriz

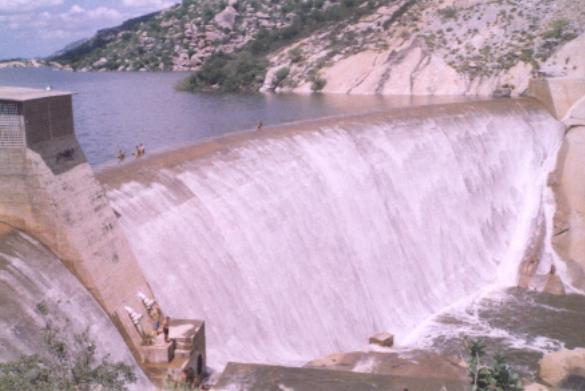
Gargalheiras no Rio Grande do Norte.

Existem barragens projetadas para explorar as variações de marés nas entradas das baías que usam turbinas de pás variáveis que tanto atendem o fluxo como o refluxo.
Baseados nessas técnicas de captação da energia através de movimentos oscilantes, ondas do mar, fluxo e refluxo de marés, o governo brasileiro aprovou um projeto de construção de barragens ao longo do rio Madeira para explorar esse efeito e cujo período das oscilações em vez de 6 horas, como é o efeito da gravitação, esse tem a duração de um ano.
Por motivos técnicos, o primeiro leilão dessa nova fonte energia foi adiado para 2008.

### Barragens em países lusófonos
- Cahora Bassa (Moçambique)
- Lista de barragens em Portugal
- Lista de barragens no Brasil

### Barragens fracassadas
- Reservatório de Baldwin Hills - 1963
- Barragens de Banqiao e Shimantan - 1975
- Barragem de Big Bay, Mississippi - 2004
- Inundação de Buffalo Creek - 1972
- Barragem de Camará - 2004
- Barragem de South Fork - 1889
- Barragem de Kelly Barnes - 1977
- Barragem de Lawn Lake - 1982
- Malpasset, Côte d'Azur, França - 1959
- Barragem de Opuha - 1997
- Barragem de Shakidor - 2005
- Barragem de St. Francis, Los Angeles, Califórnia - 1928
- Reservatório de Taum Sauk - 2005
- Barragem de Teton - 1976
- Barragem de Tous, Valência, Espanha - 1982
- Barragem do Vajont - 1961
- Barragem de Val di Stava - 1985
- Barragem do Apertadinho, Rondônia, Brasil - 2007
- Barragem de Brumadinho, Brasil - 2019